# 比奇山
比奇山（英語：Bitch Mountain）為美國紐約州艾塞克斯縣境內的山峰。海拔高度2,615英尺（797），為紐約州第424高山峰。
比奇山因其名稱為貶低或厭惡部分女性的髒話「Bitch」（意思為母狗、婊子）而被列入在奇特的地名之中。